# 冯应山
冯应山（1925年—1989年），山西襄汾人，中国人民解放军将领。
1985年，担任首位成都军区空军政治委员。1987年，由毕皓接任。